# Metroxylon sagu
La palma sago (Metroxylon sagu Rottb.) è una pianta della famiglia delle Arecacee nativa del sudest asiatico, precisamente dell'Indonesia (Nuova Guinea Occidentale e Molucche), Papua Nuova Guinea, Malesia (sia la Malesia peninsulare che il Sarawak) e probabilmente anche le Filippine (sebbene in queste possa essere stata introdotta). È diventata anche naturale in Thailandia, nelle isole indonesiane di Giava, Kalimantan, Sumatra e le Isole Salomone.
L'albero è la maggior fonte di sago.

## Descrizione
La vera palma sago è dotata di steli multipli ciascuno dei quali fiorisce solo una volta con un'ampia inflorescenza sulla sommità. Uno stelo cresce da 7 a 25 metri in altezza prima di terminare con un'inflorescenza. 
Prima di fiorire uno stelo porta circa 20 foglie pinnate lunghe fino a 10 metri. Ogni foglia ha circa 150–180 pinnule lunghe fino a 175 cm.
L'inflorescenza, alta e larga da 3 a 7.5 m consiste nella continuazione dello stelo e di 15–30 rami curvati verso l'alto (primo ordine) e disposti a spirale lungo di esso. Ogni ramo del primo ordine ha da 15 a 20 rami di secondo ordine rigidi; ogni ramo del secondo ordine ha 10-12 rami di terzo ordine. Coppie di fiori sono disposte a spirale sui rami del terzo ordine, ciascuna coppia consiste di un fiore maschio e di uno ermafrodita. Il frutto è simile a una drupa di circa  5 cm di diametro, coperta di squame che vanno dal verde brillante al colore paglierino quando maturano.

## Nota storica
Sago fu notato dallo storico cinese Zhao Rugua durante la Dinastia Song. Nel suo Zhufan Zhi, una raccolta di descrizioni di paesi stranieri, egli scrive che il Brunei «…non produce grano, ma canapa e riso ed essi usano sago come grano.»

## Coltivazione e usi
L'albero ha importanza commerciale come principale fonte di sago, un amido ottenuto dal tronco lavando con acqua l'essenza dalla scorza polverizzata. Questo amido viene utilizzato cuocendolo per budini, tagliolini, pani e come addensante. Nella regione del fiume Sepik della Nuova Guinea, frittelle fatte con sago sono un alimento di base, spesso servite con pesce fresco. Le foglioline sono anche utilizzate come componente dei tetti delle capanne, che possono rimanere intatte per oltre cinque anni. I piccioli seccati (detti in indonesiano gaba-gaba) vengono utilizzati per costruire muri e tetti; essi sono molto leggeri e quindi vengono anche usati nella costruzione di zattere.
La palma di sago si riproduce con i frutti. Ogni tronco di una palma sago raggruppa fiori e frutti alla fine della propria vita, ma la palma sago come organismo individuale sopravvive attraverso i suoi polloni (germogli che si raggruppano continuamente al fusto a livello terra o sotto). Per raccogliere l'amido nel fusto, esso viene abbattuto poco prima o durante il suo stadio finale di fioritura, quando il contenuto in amido è maggiore. La palma sago è coltivata dall'uomo tagliando e ripiantando giovani polloni invece che i semi.
Recenti ricerche indicano che la palma sago era un'importante fonte di cibo per le antiche popolazioni costali della Cina, durante il periodo antecedente quello della coltivazione del riso.